# Elisha Applebaum
Elisha Beth Applebaum (* 9. September 1995 in Watford) ist eine britische Schauspielerin.

## Leben und Karriere
Applebaum wurde am 9. September 1995 in Watford geboren. Sie begann seine Ausbildung an der Schauspielakademie The Unseen in London. Ihr Debüt gab sie 2016 in dem Film Mob Handed. Im selben Jahr war sie in No Reasons zu sehen. Außerdem spielte sie in dem Film Undercover Hooligan mit.
Von 2021 bis 2022 bekam Applebaum in der Netflixserie Fate: The Winx Saga eine Hauptrolle. 2024 setzte sie ihre Karriere in der Serie Queenie fort.

## Filmografie
- 2016: Mob Handed
- 2016: No Reasons
- 2016: Undercover Hooligan
- 2021–2022: Fate: The Winx Saga (Fernsehserie)
- 2024: Queenie (Fernsehserie)